# Spike Wells

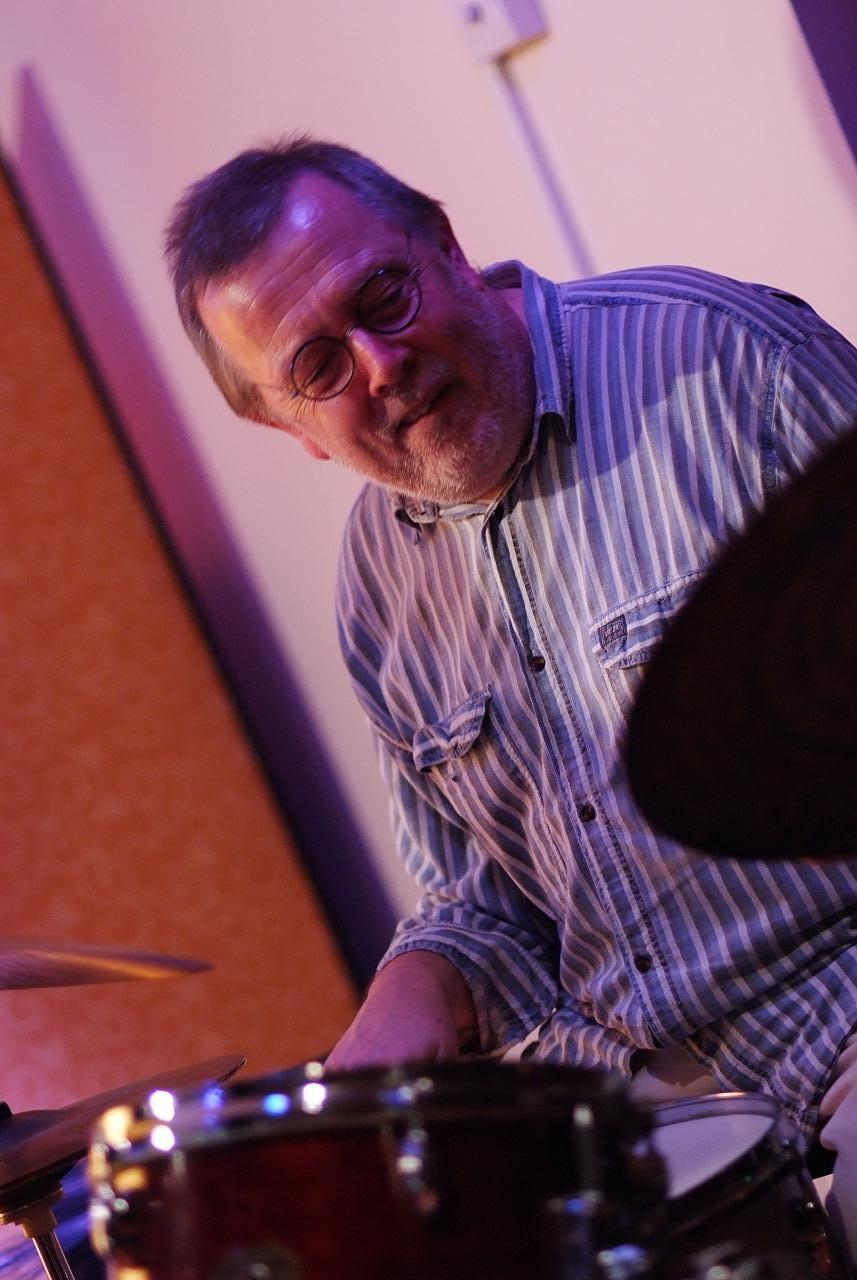
Spike Wells, 2008

Michael John „Spike“ Wells (* 16. Januar 1946 in Tunbridge Wells) ist ein britischer Schlagzeuger des Modern Jazz, der auch als anglikanischer Priester tätig ist.

## Leben und Wirken
Wells war Chorknabe in der Canterbury Cathedral und erhielt in der dortigen Schule Gesangs-, Klavier- und Cellounterricht. Eine Aufnahme von Dizzy Gillespie weckte sein Interesse für den Jazz. Als Jugendlicher begann er, Schlagzeug zu spielen. Später nahm er Unterricht bei Philly Joe Jones, der von 1967 bis 1969 in London lebte.
Während des Studiums an der Oxford University spielte er in einer Band mit Pat Crumly und Brian Priestley, die auch durchreisende Solisten wie Bobby Wellins, Tony Coe, Joe Harriott oder Jimmy Witherspoon begleitete. 1968 zog er nach London, um dort Philosophie zu studieren. Er wohnte im selben Haus wie Ron Mathewson, Ray Warleigh, Chris und Mick Pyne. Vermittelt durch Mathewson gehörte er bis 1973 zu den Ensembles von Tubby Hayes, was das Ende seines Studiums bedeutete. Daneben spielte er in den Gruppen von Humphrey Lyttelton, Robert Cornford und Blossom Dearie. Zudem war er Gründungsmitglied von If, schied aber schon vor dem ersten Studiotermin aus. Weiterhin begleitete er in Ronnie Scott’s Jazz Club Stars wie Stan Getz, Roland Kirk, Art Farmer, Johnny Griffin oder James Moody. und leitete seine eigene Band. Von 1973 bis 1975 spielte er, ebenfalls mit Matthewson in der Rhythmusgruppe, bei Ian Hamer. Mit Dave Horler tourte er in Finnland. In den späten 1970er Jahren begann eine Phase der Zusammenarbeit mit Bobby Wellins, die bis ins letzte Jahrzehnt dauerte, sowie mit Pete King. In dieser Zeit arbeitete er hauptberuflich als Anwalt, bis er 1995 als Diakon für die Church of England tätig wurde. 2006 legte er sein erstes Album als Leader vor, arbeitete aber auch gelegentlich mit Simon Spillett.

## Diskographische Hinweise
- Tubby Hayes Quartedt: Grits, Beans and Greens: The Lost Fontana Studio Sessions 1969 (ed. 2019)
- Tubby Hayes Quartet, Live 1969 (1969)
- Tubby Hayes Big Band, England's Late Jazz Great (1969)
- Ian Hamer, Acropolis (1966–74)
- Bobby Wellins, Dreams Are Free (1979)
- Peter King, East 34th Street (1983)
- Mike Pyne, Live at Ronnie Scott's (1990)
- Alan Barnes, Blessing in Disguise (2005)
- Spike Wells, Gwilym Simcock, Malcolm Creese, Reverence (2006)
- Don Weller & Bobby Wellins, Nine Songs (2007)
- John Horler, Not a Cloud in the Sky (2010)
- The QOW Trio (2020), mit Riley Stone-Lonergan, Eddie Myer
- The QOW Trio: The Hold Up (2024) dto.

## Lexikalische Einträge
- John Chilton: Who's Who of British Jazz. Continuum, London 2004 (2. Auflage)